# 名鉄ホム100形貨車
名鉄ホム100形貨車（めいてつホム100がたかしゃ）とは、かつて名古屋鉄道で運用されていた貨車（ホッパ車）である。
9両（ホム101 - ホム109）が存在した。

## 概要
- 15 t 積の二軸ホッパ車である。1965年（昭和40年）3月に日本車輌製造で2両（ホム101・ホム102）製造された。同年12月に2両（ホム103・ホム104）、1967年（昭和42年）に2両（ホム105・ホム106）が増備され、その後、1984年（昭和59年）に自社新川工場（名鉄住商工業）でも同一車両（ホム107 - ホム109）が製造されている。

- 犬山駅、矢作橋駅などに配備され、砕石（バラスト）散布に運用されていたが、2001年（平成13年）、JR東海からホキ800形[注 1]が購入されたことにより、7両（ホム101 - ホム105・ホム108・ホム109）が廃車となり、残る2両（ホム106・ホム107）は揖斐線に転属となる。

- 揖斐線ではト1形に代わってバラスト散布に従事していたが、2005年（平成17年）揖斐線の廃止とともに廃車され形式消滅した。

- 2001年（平成13年）に廃車となった車両のうち、3両（ホム103・ホム108・ホム109）は豊橋鉄道に機械扱いで譲渡され、形式および車番はそのままで[注 2]渥美線で従事していたが、2004年（平成16年）頃から運用の実績はなく、2009年（平成21年）現在、高師駅側線に留置されている状態である。

- 2022年（令和4年）8月9日の夜中に高師駅側線に留置されていたホム103 108 109は解体のため、モーターカーで搬出された。